# 1818 az irodalomban

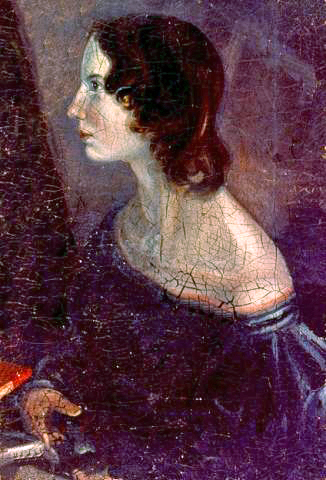
Emily Brontë

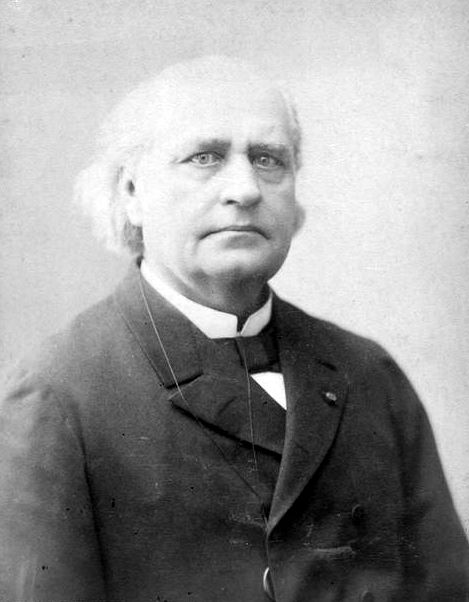
Leconte de Lisle

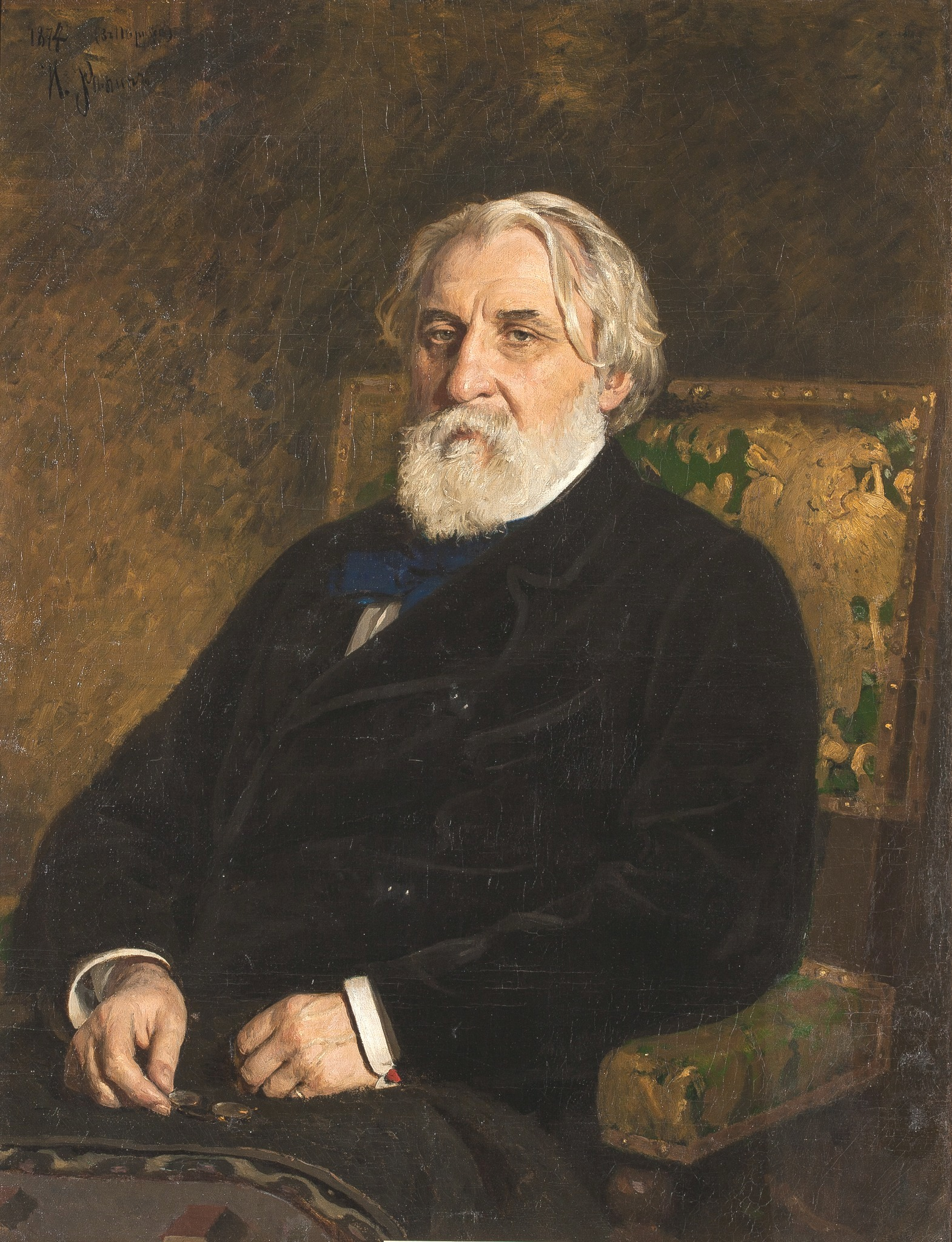
Turgenyev

Az 1818. év az irodalomban.

## Megjelent új művek
- Frankenstein, avagy a modern Prométheusz (Frankenstein; or, The Modern Prometheus), Mary Shelley regénye (a szerző neve nélkül jelent meg)
- Walter Scott történelmi regénye: Midlothian Szíve
- Charles Nodier francia romantikus író regénye: Jean Sbogar, histoire d’un bandit illyrien mystérieux

### Költészet
- John Keats elbeszélő költeménye: Endymion, „a Latmos hegyén alvó pásztorfiú Ovidiusból vett története.”[1]
- George Byrontól a Childe Harold's Pilgrimage (Childe Harold zarándokútja) negyedik éneke.

### Dráma
- Franz Grillparzer tragédiája: Sappho (bemutató és első kiadás).

## Születések
- április 6. – Aasmund Olavsson Vinje norvég költő, író; versei és útleírásai mellett arról ismert, hogy úttörő szerepet játszott a landsmål használatában († 1870)
- július 30. – Emily Brontë angol költőnő és regényíró, a Brontë nővérek egyike, az Üvöltő szelek szerzője († 1848)
- október 22. – Leconte de Lisle francia költő, a parnasszizmus egyik fő képviselője († 1894)
- november 9. – Ivan Szergejevics Turgenyev orosz író, drámaíró († 1883)

## Halálozások
- július 25. – Dugonics András piarista szerzetes, író, az Etelka (megjelent 1788-ban) szerzője (* 1740)